# Колледж искусства и дизайна Новой Шотландии
Колледж искусства и дизайна Новой Шотландии (NSCAD) — канадский художественный колледж, расположенный в Галифаксе. С момента своего основания он предлагает классы изобразительного и прикладного искусства и промышленного дизайна. Здесь же проходят подготовку будущие преподаватели в области художественного образования для государственных и частных школ. Президент — Дайан Тейлор-Геринг. В колледже обучается свыше 1000 студентов.

## История
Это было одно из первых независимых культурных учреждений в стране, основанное в 1887 году как Школа искусств и дизайна Виктории (в ознаменование золотой годовщины королевы Виктории). Инициатором была британская учительница Анна Леоновенс, которая после пребывания в Азии, где она была наставницей короля Таиланда Рамы IV. (Монгкут) — поселилась в Галифаксе.
Первые занятия проводились в здании Union Bank (на углу улиц Холлис и Принс). В 1890 году школа арендовала три комнаты у Галифаксской академии, а в 1903 году переехала в Старую национальную школу, недалеко от площади Гранд-Парад, где оставалась в течение 54 лет. В 1925 году под руководством первой женщины-директрисы Элизабет Стайринг Натт колледж был переименован в Художественный колледж Новой Шотландии и преобразован в провинциальный государственный институт.
После того, как спектр курсов был расширен и количество студентов резко возросло, в 1957 году университет был вынужден переехать в более крупные здания. Большой четырёхэтажный Церковный зал на Кобург-роуд (недалеко от Университета Далхаузи) был расширен за счет шестиэтажного здания для студий и галерей ещё в 1968 году, а затем колледж был переименован в Колледж искусств и дизайна Новой Шотландии. Под руководством 32-летнего концепт-художника Гарри Кеннеди университет приобрел международную известность, были наняты преподаватели из других стран. В частности, в колледже преподавал немецкий историк искусства Беньямин Бухло. В 1978 году Герхард Рихтер стал приглашенным профессором Колледжа искусств и дизайна Новой Шотландии.

## Предлагаемые курсы
Университет предлагает степени на четырёх факультетах (отделениях). Отделение «Свободное искусство» занимается рисунком, живописью, графикой и скульптурой. Отделение декоративно- прикладного искусства занимается керамикой, дизайном ювелирных изделий, текстильным дизайном, модой и книжным дизайном. Отделение дизайна является междисциплинарным и направлено на общение и взаимодействие в различных СМИ, а также на дизайн продукта. Четвёртое отделение, медиа-арт, предлагает курсы по фотографии, кино, звуку, перформансу, видео, а также по интерактивному дизайну веб-сайтов, рекламе и брошюрам.

## Галереи
В университете функционируют три публичные галереи. В галерее Анны Леоновенс, названной в честь основателя университета, еженедельно демонстрируются работы студентов университета, а иногда и преподавателей в области живописи и графики, медиа-арта, ремесел и дизайна. Кураторская подготовка выставок также осуществляется студентами в рамках двухнедельных проектов дипломной работы. 125 выставок галереи в центре Галифакса ежегодно привлекают более 20 000 посетителей.
Галерея Port Loggia расположена в старом здании в районе порта и, благодаря рассеянному естественному освещению и открытому расположению с видом на территорию порта, является местом для презентаций СМИ. Галерея семян, расположенная в центре кампуса, предлагает студентам и выпускникам коммерческий маркетинг их работ.

## Известные профессора и студенты
- Йозеф Бойс — профессор (Скульптор), доктор искусствоведения Honoris Causa, 1976
- Джеральд Фергюсон — живописец и художник-концептуалист
- Эрик Фишль — профессор (художник)
- Роберт Франк, доктор изящных искусств honoris causa, 2015
- Дэн Грэм — профессор (скульптор)
- Сара Маклахлан — певица